# Sótony
Sótony is een plaats (község) en gemeente in het Hongaarse comitaat Vas. Sótony telt 696 inwoners (2001).